# Parc national Tchavach Varmané
Le parc national Tchavach Varmané (en russe : Национальный парк « Чаваш Вармане », Natsionalny park « Tchavach Varmané » ; en tchouvache : Чăваш вăрманĕ, Çăvaş vărmanĕ ; littéralement « forêt tchouvache ») est une grande forêt contiguë (ininterrompue) située dans la région centrale de la Volga. Le parc a été créé en 1993 dans le double but de préserver la diversité biologique et de protéger un site représentatif du peuple tchouvache. Le parc se trouve à environ 100 km à l'ouest de l'entrée de la rivière Kama dans la Volga, sur la plaine centrale est de l'Europe. II se trouve dans le raïon de Chémourcha (en) (république de Tchouvachie, Russie). 

## Topographie
Sur une surface d'environ 250 km2, Tchavach Varmané présente trois types de forêts : la taïga du sud (conifères), la forêt de chênes des hautes terres de la Volga et la forêt mixte de feuillus et de conifères. Le territoire couvert est à peu près rectangulaire, soit 24 km du nord au sud et 17 km d'est en ouest. Une zone-tampon de 12 km entoure le parc et des zones intérieures ont été établies pour le renouvellement des réserves écologiques, les loisirs et les installations de services aux visiteurs. 95 % du parc est constitué de forêts, les terres restantes étant des marais, des prairies et des pâturages. La forêt est située sur un réseau de vallées fluviales traversées par la rivière Abamza au nord et la rivière Bezdna à l'ouest. Ces deux cours se rencontrent au milieu du parc et coulent vers le sud, de même que de nombreux autres affluents. Plusieurs rivières serpentent à travers des plaines inondables.

Parc national Tchavach Varmané (zone verte bordée au nord-ouest de la carte).

## Plantes
Un inventaire des arbres réalisé en 2005 a enregistré 45 % de pins, 27 % de bouleaux, 15 % de trembles et 13 % d'autres essences. 48 % étaient de jeunes spécimens, 40 % étaient d'âge moyen et 6 % étaient âgés, avec un âge moyen de 50 ans. Selon la direction du parc, le grand nombre d'arbres d'âge moyen recensés était dû à l'exploitation forestière intensive qui a précédé la création du parc, ainsi qu'à un grand incendie de forêt en 1972. 

## Animaux
Le parc est très représentatif de la vie animale de Tchouvachie. Plus de 90 % des espèces présentes sur le territoire de la république tchouvache sont présentes à Tchavach Varmané. 40 espèces de mammifères, 170 espèces d'oiseaux (dont 90 nichent ou se reproduisent dans le parc), 16 espèces d'amphibiens et de reptiles et 19 espèces de poissons y ont été recensées. On y rencontre la faune typique des forêts tempérées de pins et de feuillus : lièvre, écureuil, blaireau, putois, vison, martre, grenouilles, etc. Depuis la création du parc, la chasse est interdite et l'ours brun, le loup et le castor fréquentent à nouveau la zone. Un décompte des poissons dans les rivières et les lacs des plaines d'inondation a montré que neuf espèces — dont le gardon commun, le goujon, la tanche, l'ide et la truite — représentent 95 % des prises. Ces dernières années, on observe également dans les rivières du parc des écrevisses, espèce bioindicatrice dont la présence traduit une amélioration de la qualité de l'eau. Le parc abrite aussi des oiseaux de proie, dont le busard pâle, quasi menacé, et l'aigle criard, vulnérable. 

## Histoire et tourisme
Historiquement, la forêt de Tchouvachie a constitué une zone de rencontre entre deux cultures : les peuples nomades de la steppe au sud, et la culture agricole dans la zone boisée. Une industrie forestière s'y est par la suite développée autour d'activités de fabrication de charbon de bois et d'extraction de la sève des arbres,. 
La zone est parcourue de nombreux sentiers dits « écologiques » et « ethno-écologiques », ponctués de panneaux éducatifs sur l'environnement forestier et l'utilisation de la forêt par le passé. Il existe des sentiers accessibles à tous les âges et toutes les capacités,. 